# Dawn (album d'Aimer)
Pour les articles homonymes, voir Dawn.
Albums de Aimer
UnChild
(2014) daydream
(2016)
Singles
1. Dare ka, umi wo.
Sortie : 3 septembre 2014
2. broKen NIGHT
Sortie : 17 décembre 2014
3. Kimi wo matsu
Sortie : 22 février 2015
4. Brave Shine
Sortie : 3 juin 2015

DAWN est le troisième album studio d'Aimer, sorti le 29 juillet 2015 sous le label DefSTAR Records. L'album contient 13 morceaux de musique, dont quatre ont déjà été publiés dans un mini-album et des singles d'Aimer.

## Résumé
DAWN est publié le 29 juillet 2015 en une édition standard avec un CD uniquement et deux éditions limitées,,. Cinq clips de ses singles et une de ses prestations en direct sont compris dans le disque Blu-ray et le DVD des éditions limitées,.
L'album a culminé à la 4e place du classement hebdomadaire des albums de l'Oricon et est resté classé pendant 27 semaines. DAWN a également démarré à la 4e place du classement de Billboard Japan où il est resté classé pendant 7 semaines,. Il a été nommé dans la catégorie « Grand prix » des Music Jacket Awards (ja) en mars 2016.

## Liste des pistes
| 1.    | Moon River (prologue)           | Johnny Mercer   | Henry Mancini                  | - Kenji Tamai - Masahiro Tobinai | 2:00 |
| 2.    | Believe Be:leave                | aimerrythm      | Masahiro Tobinai               | - Kenji Tamai - Masahiro Tobinai | 5:23 |
| 3.    | Kimi wo matsu (君を待つ)        | aimerrhythm     | Takahiro Furukawa              | - Kenji Tamai - Shogo Ohnishi    | 4:27 |
| 4.    | broKen NIGHT                    | aimerrhythm     | Takeo Asami                    | - Kenji Tamai - Shogo Ohnishi    | 4:55 |
| 5.    | Noir! Noir!                     | aimerrhythm     | - Kenji Tamai - DAIKI          | - Kenji Tamai - Shogo Ohnishi    | 4:03 |
| 6.    | Re:far                          | aimerrhythm     | Masahiro Tobinai               | - Kenji Tamai - Masahiro Tobinai | 4:13 |
| 7.    | AM04:00                         | aimerrhythm     | give me wallets                | MAURA                            | 4:33 |
| 8.    | Dare ka, umi wo. (誰か、海を。) | Ichiko Aoba     | Yōko Kanno                     | Yōko Kanno                       | 4:54 |
| 9.    | LAST STARDUST                   | aimerrhythm     | Masahiro Tobinai               | - Kenji Tamai - Masahiro Tobinai | 5:19 |
| 10.   | Brave Shine                     | aimerrhythm     | Hisashi Koyama                 | - Kenji Tamai - Shogo Ohnishi    | 3:13 |
| 11.   | Kizuna (キズナ)                 | Hidenori Tanaka | Masahiro Tobinai               | - Kenji Tamai - Masahiro Tobinai | 4:56 |
| 12.   | DAWN                            | aimerrhythm     | - Kenji Tamai - Hiroyuki Akita | - Kenji Tamai - Shunsuke Tsuri   | 5:10 |
| 13.   | Moon River                      | Johnny Mercer   | Henry Mancini                  | - Kenji Tamai - Shunsuke Tsuri   | 2:22 |
| 55:45 |                                 |                 |                                |                                  |      |

| 1. | Believe Be:leave (Clip)                                                |  |
| 2. | Kimi wo matsu (君を待つ) (Clip)                                        |  |
| 3. | broKen NIGHT (Clip)                                                    |  |
| 4. | Dare ka, umi wo. (誰か、海を。) (Clip)                                 |  |
| 5. | Brave Shine (Clip)                                                     |  |
| 6. | Hoshi no kieta yoru ni (星の消えた夜に) (from Live at anywhere vol.23) |  |